# شركة التعاونية للتأمين
شركة التعاونية للتأمين هي شركة مساهمة سعودية، تأسست في التاسع من يناير عام 1986، برأس مال نصف مليار ريال سعودي، وتعد المؤسسة العامة للتقاعد أحد المساهمين الرئيسيين للشركة إذ تبلغ نسبة تملكها 23.70%، أما المؤسسة العامة للتأمينات الاجتماعية فتملك 22.80%، ويتركز نشاط الشركة في مزوالة أعمال التأمين التعاوني وكل ما يتعلق بهذه الأعمال من توكيلات وإعادة التأمين، ويتمثل النشاط الرئيس للشركة في تقديم خدمات تأمين السيارات، التأمين البحري، تأمين الحريق، التأمين الطبي، التأمين الهندسي، تأمين الطيران، وتأمين التكافل والحوادث المتنوعة.
تتبع للشركة التعاونية للتأمين 3 شركات هي:
- شركة المتحدة للتأمين.
- شركة وصيل.
- شركة التعاونية للاستثمار العقارية.